# Hermann Meusel
Hermann Meusel ( 2 de noviembre de 1909, Coburgo - 3 de enero de 1997, Halle (Sajonia-Anhalt) ) fue un botánico alemán, y destacado fitogeógrafo.
Fue profesor en la Universidad de Halle, y perteneció a la Junta de Asesoramiento Científico de Estudios Nacionales, en el Instituto de Geografía y Geoecología de la Academia de Ciencias de la RDA; siendo coautor de series de publicaciones del país. De 1951 a 1971 fue director del Jardín Botánico de la Universidad.

## Algunas publicaciones
- hermann Meusel, wilhelm Troll. 1937. Hercynia.

### Libros
- 1943. Textteil. Volumen 1 de Vergleichende Arealkunde : Einführung in die Lehre von der Verbreitung der Gewächse mit besonderer Berücksichtigung der mitteleuropäischen Flora. Ed. Borntraeger. 466 pp.
- 1943. Listen- und Kartenteil. Volumen 2 de Vergleichende Arealkunde : Einführung in die Lehre von der Verbreitung der Gewächse mit besonderer Berücksichtigung der mitteleuropäischen Flora. Ed. Borntraeger. 90 pp.
- 1964. Vegetationskundliche Untersuchungen als Beiträge zur Lösung von Aufgaben der Landeskultur und Wasserwirtschaft. Ed. Martin-Luther-Universität. 185 pp.
- hermann Meusel, werner Rothmaler, rudolf Schubert, klaus Werner. 1988. Exkursionsflora für die Gebiete der DDR und der BRD. 2: Gefäßpflanzen. Ed. Volk und Wissen. 639 pp.

## Honores

### Eponimia
- (Euphorbiaceae) Euphorbia meuselii Mazzola & Raimondo[1]
- La abreviatura «Meusel» se emplea para indicar a Hermann Meusel como autoridad en la descripción y clasificación científica de los vegetales.[2]